# 千葉青年師範学校
| 千葉青年師範学校 （千葉青師） | 千葉青年師範学校 （千葉青師）   |
| ----------------------------- | ------------------------------- |
| 創立                          | 1944年                          |
| 所在地                        | 千葉県千代田町 （現・四街道市） |
| 初代校長                      | 鴫原篤二                        |
| 廃止                          | 1951年                          |
| 後身校                        | 千葉大学                        |
| 同窓会                        | 千葉大学 教育学部同窓会         |

千葉青年師範学校 （ちばせいねんしはんがっこう） は、1944年 （昭和19年） に設立された青年師範学校である。

## 概要
- 1920年 （大正9年） 設立の千葉県立茂原農学校附属農業教員養成科を起源とする。
- 1944年、千葉県立青年学校教員養成所 （1935年設立） が国に移管されて千葉青年師範学校となった。
- 第二次世界大戦後の学制改革により、新制千葉大学学芸学部 （現・教育学部） の母体の一つとなった。

## 沿革
- 1920年： 千葉県立茂原農学校 （現・千葉県立茂原樟陽高等学校） に茂原農学校附属農業教員養成科を設置。
  - 修業年限1年。小学校本科正教員資格を持つ者が対象。
- 1921年4月： 千葉県実業補習学校教員養成所と改称。
  - 小学校本科正教員資格を持つ者および師範学校卒業者が対象。
- 1932年： 入学者僅少により生徒募集停止。
- 1935年： 千葉県立青年学校教員養成所と改称。
  - 修業年限2年。入学資格は、師範学校・中学校・実業学校の卒業者。
- 1943年： 修業年限3年に延長。
- 1944年4月1日： 官立移管され千葉青年師範学校設置 （本科3年制）。
- 1945年： 長生郡本納町の本納実業学校校舎に移転。
- 1946年4月： 四街道に移転。
- 1947年： 家庭科 （女子部） を新設。
- 1949年5月31日： 新制千葉大学発足。
  - 千葉師範学校と共に学芸学部の母体として包括された。
- 1950年4月： 千葉大学学芸学部を文理学部と教育学部とに改組。分校 （2年課程） を設置。
- 1951年3月： 旧制千葉青年師範学校、廃止。

## 校地
千葉青年師範学校は、前身校の母体となった県立茂原農学校 （現・千葉県立茂原樟陽高等学校） に併設されたが、1945年に長生郡本納町の本納実業学校校舎に移転したのち、1946年4月、印旛郡千代田町 （現・四街道市） の旧陸軍野戦砲兵学校跡に移転した。同地には、戦災を受けた千葉師範学校女子部が前年9月に移転してきていた。四街道校地は後身の千葉大学学芸学部に引き継がれ、1950年、教育学部 （学芸学部から改称） 分校が置かれた。教育学部分校は1962年3月に廃止され、千葉市弥生町に統合移転した。

## 歴代校長
官立千葉青年師範学校
- 校長： 鴫原篤二（1945年4月1日 - ） ‐ 留岡幸助の娘婿
- 校長： 宮瀬睦夫（1945年11月24日[1] - ）
- 校長： 水野治隆（1946年度 ‐ 1948年度）[2] ‐ 1895年に水野権之助の三男として東京で生まれ、1921年東京帝国大学農芸化学科卒業後、三輪化学研究所技師を経て農学校教諭、農学校長を各地で務めたのち千葉青年師範校長就任。のち千葉大学教授（教育学部長)、東京家政大学教授。義弟（妹の夫）に富山大学名誉教授の三橋監物（1905〜1980）がいる。[3][4][5]